# Případ Roubal
Případ Roubal je třídílná televizní minisérie TV Nova, která měla premiéru na platformě Voyo v listopadu a prosinci 2021. V produkci Evolution Films ji natočila režisérka Tereza Kopáčová, minisérie je inspirována skutečnými událostmi okolo Ivana Roubala. V hlavních rolích se objevili Hynek Čermák, Kamila Trnková, Vojtěch Vodochodský, Dagmar Havlová Veškrnová, Jan Čenský a David Švehlík.

## Děj
Při přepadení autoservisu zemřou dva muži. Z vraždy je obviněn Ivan Roubal. Státní zástupkyně Markéta Neumannová a kriminalista Jakub  Miller ho podezřívají ze spáchání dalších šesti. Ale jsme v devadesátých letech, bez analýz DNA a dalších technik současných forenzních věd není snadné Roubalovi zločiny dokázat. Koncipientka Daniela dostává od svého šéfa, který Roubala zastupuje ex offo, první příležitost předvést, co umí. A je úspěšná, u soudu zpochybní výpověď klíčového svědka. Ivan Roubal má být propuštěn z vazby a hrozí, že bude zabíjet dál. Vyšetřovatelům zbývá 40 hodin na to, aby tomu zabránili. Hledají ženu, která snad byla spolupachatelkou vraždy Václava Dlouhého, který se věnoval natáčení a distribuci porna. Daniela se noří hlouběji do případu a naráží na znepokojující skutečnosti. Soud postoupil do závěrečné fáze, ale policisté stále nemají důkazy, které by před soudem obstály. Daniela opouští své místo koncipientky a podaří se jí získat klíčovou informaci.

## Obsazení
| Hynek Čermák          | Ivan Roubal                                      |
| David Švehlík         | mjr. Bc. Jakub Miller                            |
| Dagmar Havlová        | státní zástupkyně Mgr. Markéta Neumannová        |
| Kamila Trnková        | advokátní koncipientka Bc. Daniela Stolařová     |
| Jan Čenský            | JUDr. Hynek Pokorný, advokát                     |
| Vojtěch Vodochodský   | Bc. Roman Kraus, asistent státní zástupkyně      |
| Jiří Roskot           | npor. Martin Junek, policista                    |
| Aleš Petráš           | por. Petr Kroupa, policista                      |
| Zdeněk Julina         | kpt. Ivo Kramář, policista                       |
| Helena Dvořáková      | Hana Marková, Roubalova družka                   |
| Jan Komínek           | Tomáš Kovář, pracovník autoservisu               |
| Cyril Dobrý           | Michal Olah, pracovník autoservisu               |
| Štěpán Tuček          | Petr Mráz, pracovník autoservisu                 |
| Jan Šaněk             | Václav Dlouhý                                    |
| Petr Franěk           | František Heppner                                |
| Verica Nedeska        | Nataša, přítelkyně Heppnera                      |
| Regina Rázlová        | Holešová, agilní seniorka                        |
| Jitka Sedláčková      | Manuela, zaměstnankyně bordelu                   |
| Vojtěch Hrabák        | Viktor Roubal, Roubalův syn                      |
| Jan Slovák            | soudce JUDr. Zapletal, Danielin otec             |
| Jan Antonín Duchoslav | soudce JUDr. Jan Dvorský                         |
| Jan Holík             | soudce JUDr. Antonín Janata                      |
| Martin Siničak        | soudce JUDr. Dušan Jílek                         |
| Matěj Šumbera         | Marek Hybš, lupič v autoservise najatý Roubalem  |
| Daniel Krečmar        | Oleg Azarov, lupič v autoservise najatý Roubalem |
| Michal Dalecký        | advokátní koncipient                             |
| Jacob Erftemeijer     | policista Málek                                  |
| Vlasta Žehrová        | sekretářka Kolářová                              |

## Produkce
Jde o první minisérii natočenou pod značkou Voyo Originál. Odborným poradcem byl Jan Štoček, bývalý policista z pražské mordparty, který v devadesátých letech stál za dopadením celé řady zločinců, včetně Ivana Roubala. Stal se předobrazem pro postavu, kterou si v minisérii zahrál David Švehlík.

## Seznam dílů
| Pořadí | Režie           | Scénář                                     | Datum premiéry     |
| ------ | --------------- | ------------------------------------------ | ------------------ |
| 1      | Tereza Kopáčová | Tomáš Bombík, Zdeněk Jecelín, Václav Hašek | 26. listopadu 2021 |
| 2      | Tereza Kopáčová | Tomáš Bombík, Zdeněk Jecelín, Václav Hašek | 3. prosince 2021   |
| 3      | Tereza Kopáčová | Tomáš Bombík, Zdeněk Jecelín, Václav Hašek | 10. prosince 2021  |